# Resolution 1871
FN's sikkerhedsråds resolution 1871 blev vedtaget enstemmigt 30. april 2009. Resolutionen forlængede mandatet for den fredsbevarende styrke i Vestsahara med et år til 30. april 2010.
Med resolutionen opfordrede sikkerhedsrådet parterne til at fortsætte forhandlingerne om at opnå en retfærdig og fredelig politisk løsning for området. Løsningen skulle give befolkningen i området selvbestemmelse ifølge de principper og formål, som udstikkes af FN-pagten.